# Robert de Bourgogne (évêque)
Pour les articles homonymes, voir Robert de Bourgogne.
Robert de Bourgogne est un religieux français de la fin du XIe siècle et du début du XIIe siècle, issu de la famille des ducs de Bourgogne, qui fut évêque de Langres de 1085 jusqu'à peu avant sa mort en 1110.

## Biographie
Il est le fils d'Henri de Bourgogne, duc de Bourgogne, et de son épouse Sibylle de Barcelone. Ses frères aînés Hugues et Eudes seront successivement ducs de Bourgogne tandis que ses frères puînés Renaud sera abbé de l'abbaye Saint-Pierre de Flavigny-sur-Ozerain et Henri sera comte de Portugal.
À Reims, il est le disciple de Saint-Bruno, fondateur de l'ordre des Chartreux puis devient d'abord archidiacre à Langres et enfin évêque de Langres en 1085.
En 1103, il instaure la célébration de Saint-Mammès, où devaient se trouver les abbés et les principaux seigneurs du diocèse, coutume qui restera observée par ses successeurs.
En 1104, il participe à une grande assemblée à Troyes, convoquée à comte de Champagne Hugues de Champagne, pour la conservation de la Terre-Sainte, puis se rend à Dijon où le duc de Bourgogne Hugues, son frère, le convoque pour le même sujet.
En 1107, il va à Dijon accueillir le pape Pascal II puis l'accompagne à l'abbaye Saint-Pierre de Bèze avant d'aller à Langres, où le pape fait un long séjour alors qu'il est malade.
En 1109, il est médiateur pour un différend l'abbaye Saint-Germain d'Auxerre et l'abbaye Saint-Pierre de Bèze.
En 1110, alors à Châtillon-sur-Seine, il tombe gravement malade. Il donne alors sa démission de son évêché et se fait moine de l'ordre de saint Benoît avant de décéder peu de temps après. Il est ensuite inhumé dans l'abbaye de Molesme.